# Pentathlon moderno ai Giochi della XXXII Olimpiade
Le gare di pentathlon moderno dei Giochi della XXXII Olimpiade si sono svolte dal 5 al 7 agosto 2021. Le sedi delle competizioni erano il Musashino Forest Sport Plaza per le prove di scherma e il Tokyo Stadium per le prove di nuoto, equitazione, tiro e corsa. Si sono svolti due eventi, la gara maschile e la gara femminile.

## Calendario
| Uomini |  |        | Finale | 1 |
| Donne  |  | Finale |        | 1 |
| Totale |  | 1      | 1      | 2 |

|  | Qualificazioni |  | Finali |

## Partecipanti
Hanno preso parte alle competizioni 72 pentatleti, in rappresentanza di 27 distinti comitato olimpici nazionali.
- Argentina (1)
- Australia (2)
- Bielorussia (3)
- Brasile (1)
- Cile (1)
- Cina (4)
- Cuba (2)
- Rep. Ceca (2)
- Ecuador (1)
- Egitto (2)
- Francia (4)
- Germania (4)
- Gran Bretagna (4)
- Guatemala (1)
- Ungheria (4)
- Irlanda (1)
- Italia (2)
- Giappone (2)
- Kazakistan (2)
- Lettonia (1)
- Lituania (3)
- Messico (3)
- Nuova Zelanda (1)
- Polonia (3)
- Russia (3)
- Corea del Sud (4)
- Turchia (1)
- Stati Uniti (2)
- Uzbekistan (2)

## Podi
| Evento                                  | Oro           | Perform. | Argento            | Perform. | Bronzo         | Perform. |
| Pentathlon moderno maschile (dettagli)  | Joseph Choong | 1482 p.  | Ahmed Elgendy      | 1477 p.  | Jun Woong-tae  | 1470 p.  |
| Pentathlon moderno femminile (dettagli) | Kate French   | 1385 p.  | Laura Asadauskaitė | 1370 p.  | Sarolta Kovács | 1368 p.  |

## Medagliere
| Pos.   | Paese         | Oro | Argento | Bronzo | Totale |
| ------ | ------------- | --- | ------- | ------ | ------ |
| 1      | Gran Bretagna | 2   | 0       | 0      | 2      |
| 2      | Egitto        | 0   | 1       | 0      | 1      |
| 2      | Lituania      | 0   | 1       | 0      | 1      |
| 4      | Corea del Sud | 0   | 0       | 1      | 1      |
| 4      | Ungheria      | 0   | 0       | 1      | 1      |
| Totale | Totale        | 2   | 2       | 2      | 6      |